# Tony Sylva
Pour les articles homonymes, voir Sylva.
Tony Mario Sylva est un footballeur professionnel né le 17 mai 1975 à Guédiawaye au Sénégal.

## Biographie

### Les débuts hésitants
Formé au Centre Aldo Gentina de Dakar, Tony Sylva rejoint l'AS Monaco en 1995. Il est prêté la saison suivante à Epinal où il joue 10 matchs. De retour à Monaco, il joue peu, barré au club par un certain Fabien Barthez (champion du Monde et d'Europe à cette époque). Il est alors prêté une nouvelle fois, mais à Ajaccio cette fois ci. Il réalise une saison pleine et très réussie sous la houlette de Baptiste Gentili. 
En juin 1999, il joue son premier match international pour les « Lions de la Téranga ».
De retour dans la principauté et Fabien Barthez parti à Manchester United, il pense pouvoir s'imposer comme titulaire. Malheureusement, Didier Deschamps recrute Flavio Roma à Piacenza et c'est à l'Italien qu'il confie le poste de titulaire de la cage monégasque. Lors de la saison 2002-2003, il joue tout de même 12 matchs et le club finit vice-champion de France de Ligue 1.

### Le pari gagnant au LOSC
Le gardien de but joue ensuite pour le Lille Olympique Sporting Club dans l'optique de remplacer Grégory Wimbée en 2004. Tony décida de venir au LOSC afin de se lancer un nouveau défi et pour prouver à tous qu'il méritait une place de titulaire au sein d'un club de l'élite. Ce qu'il fit au LOSC et permit au club de terminer deuxième de la Ligue 1 au cours de la saison 2004-2005. Ses nombreuses qualités (notamment ses excellentes sorties aériennes) lui valent également l'honneur de finir deuxième meilleur gardien du championnat cette même année derrière Grégory Coupet.
La saison suivante, il participe à la Ligue des champions et atteint les 1/8e de finale de la Coupe UEFA 2005. Lille finit à nouveau sur le podium du championnat de Ligue 1. En sélection, il atteint les demi-finales de la CAN 2006 avec les Lions de la Téranga, pour une défaite 1-2 contre l'Égypte.
Lors de la saison 2006-2007, le LOSC atteint les 1/8e de finale de la Ligue des champions, éliminé par Manchester United (0-2 sur les deux matchs). Mais cette élimination laisse un goût amer dans le groupe lillois et il se démobilise pendant sept des onze matchs qui restent à jouer, et finira la saison à la 10e place.
La saison suivante, il démontre toujours un bon niveau à son poste mais l'équipe fait face à de nombreux départs du club (Mathieu Bodmer, Kader Keita, Peter Odemwingie…), elle finit tout de même 7e de Ligue 1.

### Le départ chaotique à Trabzonspor
Lors du mercato 2008, il signe un contrat de deux ans au club turc du Trabzonspor en Turquie. Ce départ n'est pas du goût des dirigeants lillois car le joueur était lié contractuellement au club jusqu'en 2009. L’international sénégalais pensait quitter le LOSC librement en invoquant la « clause de stabilité ». Cette clause pourrait « permettre aux joueurs de rompre unilatéralement leur contrat, sans encourir aucune sanction, à condition de racheter leurs dernières années de contrat ».
Le portier disposait, en outre d'une clause libératoire de 2 millions d'euros dont le club turc doit s'acquitter. Le président délégué du LOSC a déclaré : « Le dossier passera bientôt devant la commission juridique de la Ligue. (…) En l’occurrence, c’est en effet une rupture unilatérale et non un transfert réalisé d’un commun accord. Mais il n’y a pas de conflit avec Tony ».
Après que son transfert ait été dans l'impasse, les trois parties trouvent un terrain d'entente; il s'engage en Turquie, et Trabzonspor paye en échange entre 500 000 et 600 000 euro d'indemnité de transfert.
Néanmoins le LOSC porte plainte auprès de la FIFA et obtient gain de cause le 10 septembre 2009. La FIFA a ainsi condamné Tony Sylva à verser une somme d’environ 1,1 million d’euros au LOSC.
Il retrouve en Turquie d'autres internationaux africains, dont le capitaine des Lions indomptables du Cameroun, Rigobert Song et deux guinéens, Daouda Jabi et Ibrahima Yattara.
Il passe deux saisons en Turquie : si la première année celle-ci se révèle pleine, la seconde est plus difficile n'effectuant que 12 matchs en championnat. Il prend sa retraite sportive à l'issue de celle-ci.

## Carrière
| Saison                | Club                              | Championnat           | Championnat | Championnat | Coupe(s) nationale(s) | Coupe(s) nationale(s) | Compétition(s) continentale(s) | Compétition(s) continentale(s) | Compétition(s) continentale(s) | Sénégal | Sénégal | Total | Total |
| Saison                | Club                              | Division              | M.          | B.          | M.                    | B.                    | Comp.                          | M.                             | B.                             | M.      | B.      | M.    | B.    |
| 1995-1996             | Gazélec Ajaccio (prêt)            | National 1            | 33          | 0           | -                     | -                     | -                              | -                              | -                              | -       | -       | 33    | 0     |
| Sous-total            | Sous-total                        | Sous-total            | 33          | 0           | -                     | -                     | -                              | -                              | -                              | -       | -       | 33    | 0     |
| 1996-1997             | Stade athlétique spinalien (prêt) | Division 2            | 10          | 0           | 1                     | 0                     | -                              | -                              | -                              | -       | -       | 11    | 0     |
| Sous-total            | Sous-total                        | Sous-total            | 10          | 0           | 1                     | 0                     | -                              | -                              | -                              | -       | -       | 11    | 0     |
| 1997-1998             | AS Monaco                         | Division 1            | -           | -           | -                     | -                     | -                              | -                              | -                              | -       | -       | 0     | 0     |
| 1998-1999             | AS Monaco                         | Division 1            | -           | -           | -                     | -                     | -                              | -                              | -                              | 1       | 0       | 1     | 0     |
| 1999-2000             | AS Monaco                         | Division 1            | 6           | 0           | 1                     | 0                     | C3                             | 3                              | 0                              | -       | -       | 10    | 0     |
| Sous-total            | Sous-total                        | Sous-total            | 6           | 0           | 1                     | 0                     | -                              | 3                              | 0                              | 1       | 0       | 11    | 0     |
| 2000-2001             | Athletic Club ajaccien (prêt)     | Division 2            | 31          | 0           | 1                     | 0                     | -                              | -                              | -                              | 2       | 0       | 34    | 0     |
| Sous-total            | Sous-total                        | Sous-total            | 31          | 0           | 1                     | 0                     | -                              | -                              | -                              | 2       | 0       | 34    | 0     |
| 2001-2002             | AS Monaco                         | Division 1            | 2           | 0           | -                     | -                     | -                              | -                              | -                              | 18      | 0       | 20    | 0     |
| 2002-2003             | AS Monaco                         | Ligue 1               | 12          | 0           | 2                     | 0                     | -                              | -                              | -                              | 9       | 0       | 23    | 0     |
| 2003-2004             | AS Monaco                         | Ligue 1               | 4           | 0           | 2                     | 0                     | C1                             | 1                              | 0                              | 12      | 0       | 19    | 0     |
| Sous-total            | Sous-total                        | Sous-total            | 18          | 0           | 4                     | 0                     | -                              | 1                              | 0                              | 39      | 0       | 62    | 0     |
| 2004-2005             | Lille OSC                         | Ligue 1               | 38          | 0           | 1                     | 0                     | IT+C3                          | 5+10                           | 0+0                            | 9       | 0       | 63    | 0     |
| 2005-2006             | Lille OSC                         | Ligue 1               | 32          | 0           | -                     | -                     | C1+C3                          | 6+3                            | 0+0                            | 10      | 0       | 51    | 0     |
| 2006-2007             | Lille OSC                         | Ligue 1               | 33          | 0           | -                     | -                     | C1                             | 8                              | 0                              | 7       | 0       | 48    | 0     |
| 2007-2008             | Lille OSC                         | Ligue 1               | 30          | 0           | 1                     | 0                     | -                              | -                              | -                              | 12      | 0       | 43    | 0     |
| Sous-total            | Sous-total                        | Sous-total            | 133         | 0           | 2                     | 0                     | -                              | 32                             | 0                              | 38      | 0       | 205   | 0     |
| 2008-2009             | Trabzonspor                       | Turkcell Süper Lig    | 27          | 0           | 3                     | 0                     | -                              | -                              | -                              | 3       | 0       | 33    | 0     |
| 2009-2010             | Trabzonspor                       | Turkcell Süper Lig    | 12          | 0           | -                     | -                     | C3                             | 2                              | 0                              | -       | -       | 14    | 0     |
| Sous-total            | Sous-total                        | Sous-total            | 39          | 0           | 3                     | 0                     | -                              | 2                              | 0                              | 3       | 0       | 47    | 0     |
| Total sur la carrière | Total sur la carrière             | Total sur la carrière | 270         | 0           | 12                    | 0                     | -                              | 38                             | 0                              | 83      | 0       | 403   | 0     |

- Notes :
  - La coupe du monde 2002 est prise en compte dans les sélections 01/02
  - Le nombre de sélections est arrêté au 22 juin 2008

- Première sélection en équipe A : le 6 juin 1999, lors du match Burkina Faso-Sénégal (2-2) comptant pour les éliminatoires de la CAN 2000.
- Le 16 janvier 2008, Sylva se rend à Dakar pour participer au match Sénégal - Bénin. Arrivé à Dakar il apprendra que le match a finalement lieu à… Rouen. Pour protester contre cet aller-retour inutile, il décidera en concertation avec son club de ne pas se rendre à Rouen.
- 48h avant le match Afrique du Sud, prévu le 31 janvier 2008, Il est surpris en boite en compagnie d'El Hadji Diouf. Cette sortie non autorisée entrainera leur exclusion de la sélection par le nouveau sélectionneur : Lamine N'Diaye.

## Palmarès

### En club
- Champion de France en 2000 avec l'AS Monaco
- Vainqueur de la Coupe de la Ligue en 2003 avec l'AS Monaco
- Finaliste de la Ligue des Champions en 2004 avec l'AS Monaco
- Vainqueur de la Coupe Intertoto en 2004 avec le Lille OSC
- Vice-champion de France en 2005 avec le Lille OSC

### EnÉquipe du Sénégal
- 83 sélections entre 1999 et en 2005
- Participation à la Coupe d'Afrique des Nations en 2002 (Finaliste), en 2004 (1/4 de finaliste), en 2006 (4e) et en 2008 (Premier Tour)
- Participation à la Coupe du Monde en 2002 (1/4 de finaliste)

### Distinctions individuelles
- Élu meilleur gardien de la Coupe d'Afrique des Nations en 2002 par la CAF
- Élu meilleur footballeur sénégalais de l'année en 2005[5]
- Nommé pour le  trophée de meilleur gardien de Ligue 1 en 2005